# Trichopus
Trichopus,  biljni rod rizomatoznih geofita iz porodice bljuštovki. Priznate su dvije vrste, jedna iz Madagaskara, i druga iz tropske Azije. Jedna od njih je madagaskarski endem.

## Vrste
1. Trichopus sempervirens (H.Perrier) Caddick & Wilkin, Madagaskar.
2. Trichopus zeylanicus Gaertn.